# Wenzlow
Wenzlow è un comune di 530 abitanti del Brandeburgo, in Germania.

Appartiene al circondario di Potsdam-Mittelmark ed è parte dell'Amt Ziesar.

## Storia
Il 1º marzo 2002 venne aggregato al comune di Wenzlow il comune di Boecke.

## Geografia antropica

### Suddivisioni amministrative
Il territorio comunale si divide in 2 zone, corrispondenti al centro abitato di Wenzlow e a 1 frazione (Ortsteil):
- Wenzlow (centro abitato), con la località:
  - Grüningen
- Boecke